# Hellmuth Muntschick

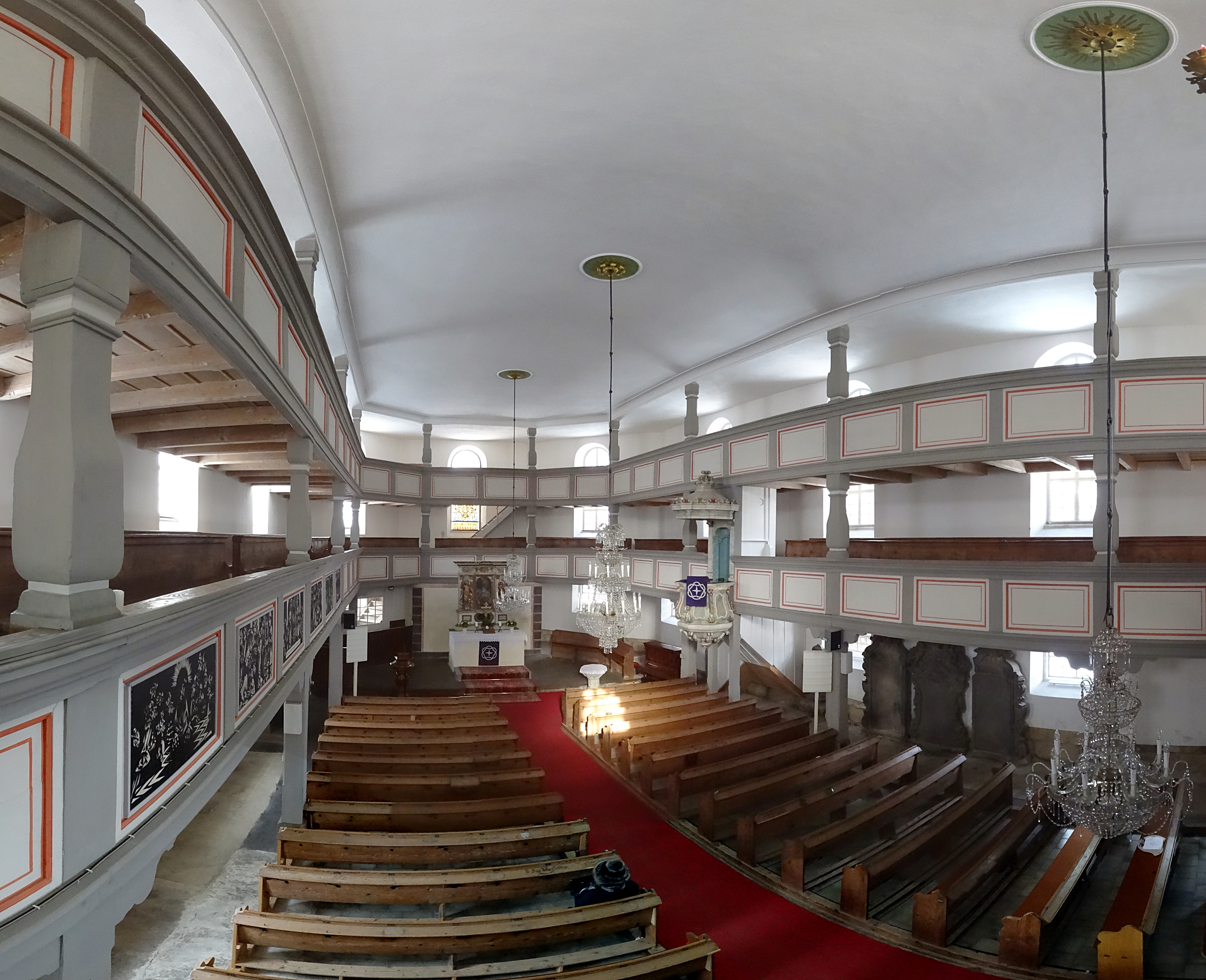
Die Kirche in Jonsdorf mit in die Empore eingefügten Werken Hellmuth Muntschicks

Hellmuth Friedrich Muntschick (* 11. November 1910 in Radeburg; † 2. November 1943 gefallen in Turitschino, begraben in Polozk) war ein deutscher Holzschnittkünstler und Maler. In seinem expressionistischen Werk führt er seinen evangelischen Glauben mit Gedanken der Mystik zusammen.

## Leben und Werk
Hellmuth war der Sohn des Eisenbahnbeamten Friedrich Hermann Muntschick (1880–1966) und der Marie Johanne geborene Hempelt (1889–1974). Muntschick begann nach dem Abitur 1930 ein Studium an den Kunstakademien in Dresden, Wien und Leipzig, das er mit dem Staatsexamen für das höhere Lehramt abschloss. Er war Aushilfslehrer an verschiedenen Gewerbeschulen und bekam wegen seiner distanzierten Haltung zum Nationalsozialismus keine feste Anstellung. 1938 heiratete er die Musiklehrerin Elfriede Herrmann, mit der er einen Sohn Mathis (* 1942) hatte. 1940 wurde er zum Kriegsdienst einberufen und an den Fronten in Frankreich und Russland eingesetzt. Er fiel als Gefreiter in Belarus bei einem Granattreffer einer Panzerabwehrkanone (Pak) auf den Eisenbahn-Panzerzug Nr. 67 (Typ BP-42).
Muntschick ist bekannt für mehrere Holzschnitt-Zyklen zur Passion Jesu Christi, die er im Zweiten Weltkrieg als Wehrmachtssoldat, teilweise in einem Panzerzug, unter großem äußeren Druck und – als Gegner des Nationalsozialismus und christlicher Pazifist – in seelischer Not anfertigte.
Nach seinem Tod wurden seine Arbeiten vom Bischofswerdaer Lehrer und volkskünstlerischen Maler Gerhart Kegel zusammengefasst, dokumentiert und publiziert. 1950 veranstaltete die Galerie Henning in Halle (Saale) postum eine Ausstellung mit Holzschnitten Mundschicks. Der größte Teil des Werks befindet sich heute –, nach einer Schenkung der westlausitzischen Stadt Bischofswerda, die bis dahin den Nachlass verwaltete –, im Stadtarchiv Kamenz, wo Muntschick bis zu seiner Einberufung zum Militär lebte. Einige Bilder aus diesem Archiv sind im Rathaus Kamenz ausgestellt.  
In der evangelischen Kirche in Jonsdorf sind die Emporenfelder mit fünf Holzschnitten Muntschicks («Jonsdorfer Passion») versehen.
In Bischofswerda ist die Hellmuth-Muntschick-Straße nach dem Künstler benannt.

## Werke
- Passion. 19 Graphiken. Bläschke Verlag, St. Michael, 1980
- Lausitzer Weihnachtsgeschichte. Holzschnitte, Graphikum Dr. Mock, Bovenden, 1983, ISBN 3-88996000-6
- Visionen des Lichts. Weihnachten 1942–43. Holzschnitte und Zeichnungen. Graphikum Dr. Mock, Bovenden, ISBN 3-88996-002-2
- Passion II. 16 Holzschnitte. Graphikum Dr. Mock, Göttingen, 1991
- Landschaft. 20 Graphiken. Graphikum Dr. Mock, Göttingen, 1991
- Christus. 20 Graphiken. Graphikum Dr. Mock, Göttingen, 1991
- Weihnacht. 16 Holzschnitte. Graphikum Dr. Mock, Göttingen, ISBN 3-88996-000-6
- Im Steinhagel unserer Zeit. Briefe eines Malers 1940–43. Graphikum Dr. Mock, Göttingen,  1992